# راشد بن عيسى بن سلمان آل خليفة
الشيخ راشد بن عيسى بن سلمان آل خليفة (مواليد 1951) ، رئيس الهيئة العليا لنادي الفروسية وسباق الخيل الأسبق بمملكة البحرين خلال الفترة 19 أبريل 1981 حتى 17 ديسمبر 2010 ، وهو الإبن الثاني للشيخ عيسى بن سلمان آل خليفة أمير دولة البحرين السابق والشيخة حصة بنت سلمان آل خليفة وشقيق الملك حمد بن عيسى آل خليفة ملك مملكة البحرين ، وتوفي بتاريخ 17 ديسمبر 2010.

## عن حياته
ولد الشيخ راشد بن عيسى في سنة 1951 وهو الابن الثاني للشيخ عيسى بن سلمان آل خليفة أمير دولة البحرين السابق والشيخة حصة بنت سلمان آل خليفة وشقيق الملك حمد بن عيسى آل خليفة ملك مملكة البحرين.
في 5 يناير 1977 أصدر الشيخ عيسى بن سلمان آل خليفة أمير دولة البحرين مرسوماً بتشكيل الهيئة العليا لنادي الفروسية وسباق الخيل حيث عُين نائباً ثانياً لرئيس نادي الفروسية وسباق الخيل.
وفي 19 أبريل 1981 أصدر الشيخ عيسى بن سلمان آل خليفة أمير دولة البحرين مرسوماً بتعينه رئيساً لنادي الفروسية وسباق الخيل وشغل المنصب حتى وفاته في 17 ديسمبر 2010.

## وفاته
توفي الشيخ راشد في يوم الجمعة 17 ديسمبر 2010 في جمهورية ألمانيا الاتحادية وأعلن الديوان الملكي الحداد الرسمي وتنكيس الأعلام لمدة أسبوع. 
وأقيمت صلاة الجنازة على جثمانه صباح يوم السبت 18 ديسمبر 2010 بجامع الشيخ عيسى بن سلمان بالرفاع الغربي حيث أدى الصلاة الملك حمد بن عيسى آل خليفة ملك مملكة البحرين والأمير خليفة بن سلمان آل خليفة رئيس الوزراء والأمير سلمان بن حمد آل خليفة ولي العهد نائب القائد الأعلى وكبار أفراد العائلة الحاكمة ورئيسي مجلسي الشورى والنواب وكبار المسؤولين في الدولة ورجال السلك الدبلوماسي وجموع من المواطنين. 
وزار مملكة البحرين عدد من الوفود الرسمية من دول مجلس التعاون الخليجي لتقديم التعازي للملك حمد بن عيسى آل خليفة ملك مملكة البحرين والأمير خليفة بن سلمان آل خليفة رئيس الوزراء والأمير سلمان بن حمد آل خليفة ولي العهد نائب القائد الأعلى.

## حياته العائلية
متزوج وله من الأبناء:
- الشيخ تركي - نائب رئيس المجلس الوطني للفنون
- الشيخ محمد
- الشيخ فيصل - نائب رئيس المجلس الأعلى للبيئة ونائب رئيس الهيئة العليا لنادي راشد للفروسية وسباق الخيل
- الشيخ عبدالله
- الشيخ سلمان
- الشيخ نواف (مواليد 1993)
- السيخ عيسى (مواليد 1995)
- الشيخ إبراهيم (مواليد 1996)